# E ~Complete A side Singles~
Albums de ZONE
N
(2004)
Compilations par ZONE
Ura E ~Complete B side Melodies~
(2006)
E ~Complete A side Singles~ est la 1re compilation du groupe ZONE. Elle est sortie sous le label Sony Music Records le 13 avril 2005 au Japon. Elle atteint la 1re place du classement de l'Oricon et reste classé 16 semaines pour un total de 187 299 exemplaires vendus. Elle sort en format CD et 2CD, le deuxième CD de l'édition limitée contient des versions solos de la chanson Tabidachi.... Cette compilation est sortie après la séparation du groupe. Cette compilation contient les face-A de tous leurs singles, en comprenant leur single indie Believe in love.

## Liste des titres
| 1.  | GOOD DAYS                                                         | 3:32 |
| 2.  | Dai Bakuhatsu No.1 (大爆発NO.1)                                   | 4:03 |
| 3.  | Secret Base ~Kimi ga Kureta Mono~ (secret base～君がくれたもの～) | 4:55 |
| 4.  | Sekai No Hon No Katasumi Kara (世界のほんの片隅から)              | 4:16 |
| 5.  | Yume No Kakera (夢ノカケラ...)                                    | 4:09 |
| 6.  | Hitoshizuku (一雫)                                                | 4:10 |
| 7.  | Akashi (証)                                                       | 4:09 |
| 8.  | Shiroi Hana (白い花)                                              | 4:50 |
| 9.  | True Blue (キモノジェットガール)                                  | 4:08 |
| 10. | Renren... (恋々・・・)                                            | 4:09 |
| 11. | H.A.N.A.B.I ~Kimi ga Ita Natsu~ (H・A・N・A・B・I ～君がいた夏～) | 4:23 |
| 12. | Boku No Tegami (僕の手紙)                                         | 4:44 |
| 13. | Sotsugyō (卒業)                                                   | 4:21 |
| 14. | Taiyō No Kiss (太陽のKiss)                                        | 3:34 |
| 15. | Glory Colors ~Kaze No Tobira~ (glory colors～風のトビラ～)        | 4:21 |
| 16. | Egao Biyori (笑顔日和)                                            | 4:14 |
| 17. | Believe in love                                                   | 4:33 |

| 1. | Tabidachi... (旅立ち...)                 | 4:57 |
| 2. | Tabidachi... MIYU presents (旅立ち...)   | 4:56 |
| 3. | Tabidachi... MIZUHO presents (旅立ち...) | 4:56 |
| 4. | Tabidachi... TOMOKA presents (旅立ち...) | 4:56 |
| 5. | Tabidachi... MAIKO presents (旅立ち...)  | 4:55 |